# Aubry-le-Panthou
Aubry-le-Panthou è un comune francese di 102 abitanti nel dipartimento dell'Orne, Normandia.

## Società

### Evoluzione demografica
Abitanti censiti